# Chaemtir (Schatzhausvorsteher)
Chaemtir war ein altägyptischer Schatzhausvorsteher der 20. Dynastie, der unter Ramses III., Ramses IV. und Ramses V. diente.
Im dritten Jahr von Ramses IV. beteiligte er sich an der großen Expedition in das Wadi Hammamat und ist sonst noch im zweiten und vierten Jahr belegt. Seine Spuren lassen sich bis zum Ende von Ramses III. in dessen 26. Regierungsjahr zurückverfolgen, wo er zusammen mit anderen hohen Würdenträgern unerwähnte Vorfälle in Deir el-Medina untersuchte.
Im oder nach dem Jahr 3 von Ramses V. wird in einem Papyrus berichtet, dass er ein Schatzhaus des Chnum in Elephantine kontrollierte und dort Unregelmäßigkeiten aufdeckte.
Die letzte Erwähnung erfolgte im vierten Jahr von Ramses V.
Nach Helck weisen seine Tätigkeiten eindeutig darauf hin, dass er in der südlichen Landeshälfte amtierte. Zu Beginn der Regierung von Ramses IV. wurde Chaemtir kurzfristig des Amtes enthoben, da zu dieser Zeit ein südlicher Schatzhausvorsteher namens Paiefraui auftritt.
Im Gegensatz zum nördlichen Schatzhausvorsteher Monthemtaui trug Chaemtir nur den Titel Imi-ra-per-hedj („Schatzhausvorsteher“).